# Lophuromys stanleyi
Lophuromys stanleyi  (Verheyen, Hulselmans, Dierckx, Mulungu, Leirs, Corti & Verheyen, 2007) è un roditore della famiglia dei Muridi endemico dell'Uganda.

## Descrizione
Roditore di piccole dimensioni, con la lunghezza della testa e del corpo tra 113 e 126 mm, la lunghezza della coda tra 40 e 80 mm, la lunghezza del piede tra 22 e 24 mm, la lunghezza delle orecchie tra 16 e 19 mm e un peso fino a 55 g.

Esternamente indistinguibile da Lophuromys dudui sebbene generalmente più grande e con il rostro del cranio più sottile. La coda è più corta della testa e del corpo.

## Biologia

### Comportamento
È una specie terricola.

## Distribuzione e habitat
Questa specie è endemica del versante ugandese della catena del Ruwenzori.
Vive nelle foreste afromontane a 3.700 metri di altitudine.

## Conservazione
La IUCN considera questa specie come sinonimo di Lophuromys flavopunctatus.